# From Headquarters (film 1915)
From Headquarters è un cortometraggio muto del 1915 diretto da Ralph Ince.

## Produzione
Il film fu prodotto dalla Vitagraph Company of America (come Broadway Star Feature).

## Distribuzione
Distribuito dalla General Film Company con la dizione A Vitagraph Special, il film - un cortometraggio in tre bobine - uscì nelle sale cinematografiche statunitensi il 16 marzo 1915 dopo essere stato presentato in prima al Vitagraph Theatre di New York il 16 marzo 1915.

In seguito il film, ampliato e rimontato in una versione di 1.500 metri, fu distribuito in sala dalla Vitagraph Company of America il 10 marzo 1919.